# Zapadnyj Budułan
Zapadnyj Budułan (ros. Западный Будулан) – wieś w Rosji, w Kraju Zabajkalskim, w Agińskim Okręgu Buriackim, w rejonie agińskim. W 2021 liczyła 299 mieszkańców.